# Драган Павловић Шиља
Драгослав Драган Павловић Шиља (Београд, 1908 — Пјеновац, код Хан Пијеска, 21. јануар 1942), учесник Народноослободилачке борбе и народни херој Југославије.

## Биографија
Рођен 1908. у Београду. Потиче из угледне трговачке породице. После завршене гимназије, студирао је техничке науке на Београдском универзитету.
На Универзитету се повезао са студентским покретом и постао присталица Комунистичке партије Југославије. У почетку је вршио такозване ситне услуге комунистима. Његов стан, стан сина угледног београдског трговца, био је један од ретко сигурних станова, у коме су комунисти могли безбедно да држе своје састанке и саветовања. Његов стан је временом постао сигуран партијски пункт.
Године 1936. је постао члан Комунистичке партије Југославије и почео да ради у партијској техници. Извршавао је многобројне партијске задатке. Његов рад приметила је полиција, после чега је ухапшен и од Суд за заштиту државе осуђен на две године затвора, које је издржао у мариборском затвору. У затвору је био веома активан у борби за боље услове живота политичких затвореника. Учествовао је у неколико штрајкова глађу.
После изласка из затвора вратио се у Београд, где је постао најпре секретар Покрајинског комитета КПЈ за Србију, а убрзо и секретар Централног комитета „Црвене помоћи“, организације за обезбеђивање помоћи угроженим члановима партије. Под његовим руководством „Црвена помоћ“ је постала масовна организација, чију добробит су почели да осећају многи политички затвореници.
Јуна 1941. године Драган је као инструктор Централног комитета Комунистичке партије Југославије био упућен у Македонију. За кратко време он је у Македонији обавио многе задатке, којима је требало да се побољша стање у македонској партијској организацији. Из Македоније се под веома тешким условима пробио до ослобођене територије Западне Србије и ступио је у Први шумадијски партизански одред.
Када је 21. децембра 1941. године формирана Прва пролетерска ударна бригада, Драган је постављен за политичког комесара Петог (шумадијског) батаљона, који је формиран од бораца Првог шумадијског одреда.
Погинуо је 21. јануара 1942. године у борби с Немцима, на железничкој станици у Пјеновцу (види Борба у Пјеновцу) у источној Босни. Заједно са њим су тада погинули, командант Петог (шумадијског) батаљона Милан Илић Чича и командант Романијског партизанског одреда Славиша Вајнер Чича.
Указом Председништва АВНОЈ-а постхумно је 6. јула 1945. одликован Орденом заслуга за народ првог реда. Указом Президијума Народне скупштине ФНР Југославије 21. децембра 1951, проглашен је за народног хероја.